# Perfectum
Perfectum (od łac. perficio - dokonać, ukończyć) – czas lub aspekt gramatyczny wyrażający czynność przeszłą i dokonaną, ale pozostającą w związku z teraźniejszością. Np.
- w grece: εγω νενικηκα тoν кóσμον (Jan 16,33) – Ja zwyciężyłem świat.
- w łacinie: Is fecit, cui prodest – Ten uczynił, komu [czyn] przyniósł korzyść.

Perfectum kontrastuje m.in. z aorystem (który wyraża czynność dokonaną w przeszłości bez określania jej czasu i sposobu) oraz z imperfectum, które wyraża czynność wielokrotną, trwającą długo bądź powtarzaną wielokrotnie.